# Ronnie Tober
Ronnie Tober, född 21 april 1945 i Bussum, Noord-Holland, är en nederländsk-amerikansk sångare.
Tober flyttade vid tidig ålder till Albany, New York där han sjöng i olika TV-program med Perry Como och Frankie Laine.  Han sjöng bland annat för senator John F. Kennedy och för vicepresidenten Richard M. Nixon 1960. Han återkom till Nederländerna 1963 och deltog för detta land med låten Morgen i Eurovision Song Contest 1968 i the Royal Albert Hall i London.
Han fick diagnostiserad urinblåsecancer 1999, något han idag är fri ifrån. År 2002 stiftade han The Ronnie Tober Foundation med syfte att stödja personer med utvecklingsstörning. Den 27 december 2003 blev han tilldelad Oranje Nassauorden av drottning Beatrix av Nederländerna.